# Gomphrena lanigera
Gomphrena lanigera là loài thực vật có hoa thuộc họ Dền. Loài này được Pohl ex Moq mô tả khoa học đầu tiên năm 1849.